# Belostoma fusciventre
Belostoma fusciventre är en insektsart som först beskrevs av Dufour 1863.  Belostoma fusciventre ingår i släktet Belostoma och familjen Belostomatidae. Inga underarter finns listade i Catalogue of Life.